# Cheadle (Staffordshire)
Pour les articles homonymes, voir Cheadle.

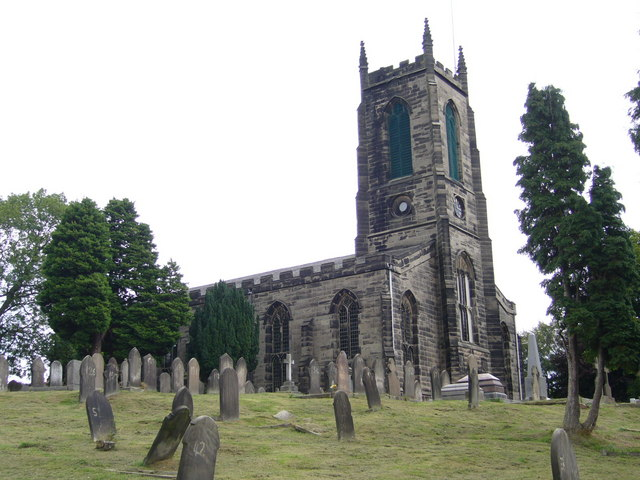
Cheadle Parish Church.

Cheadle est un petit bourg près de Stoke-on-Trent, Staffordshire, en Angleterre, avec une population de 12 158 habitants selon le recensement de 2001. Il est à environ 18 km de la ville de Stoke-on-Trent, à 80 km au nord de Birmingham et à 80 km au sud de Manchester. Il est aussi environ 8 km du parc d'attractions d'Alton Towers.

## Points d'intérêt

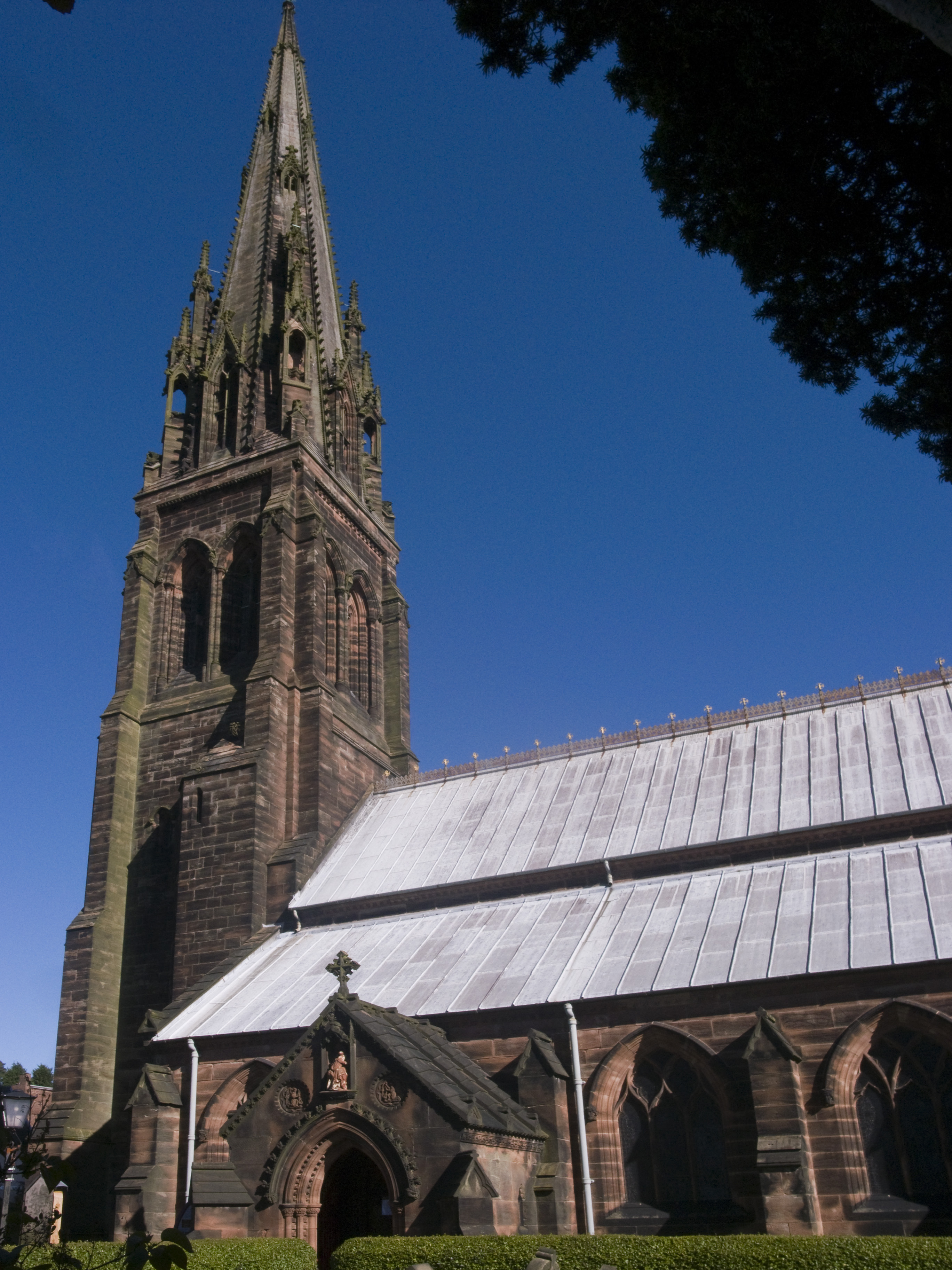
St. Giles' Catholic Church.

La flèche de 200 pieds (61 m) de l'église catholique St. Giles domine l'horizon de Cheadle. Connu comme "Gem Pugin", elle est considérée comme l'expression la plus complète de croyances Pugin sur ce qu'une Église doit être, avec un but pratique et symbolique. 
La ville a aussi une église anglicane dédiée à St Giles. Elle a été totalement reconstruite en 1837 selon une conception de JP Pritchett, en incorporant des fragments et le mobilier de l'église antérieure. 
Il y a aussi une forte tradition méthodiste à Cheadle, et au XIXe siècle, différentes chapelles méthodistes autour de la zone de Cheadle ont été construites, pour enseigner à lire et à écrire aux jeunes garçons qui travaillaient dans les fermes ou dans les mines de charbon. Il y a une grande église méthodiste modernes dans la ville.
Au sud de Cheadle se trouvent les restes de l'abbaye de Croxden, fondée en 1176 par Bertram III de Verdun pour les moines de l'Ordre cistercien.

## Personnalité
- Thomas Freeth (1912-1994), vitrailliste et peintre, y est né.